# Sant Martí del Castell (Canet de Rosselló)
Sant Martí del Castell és l'antiga església parroquial, en ruïnes i en procés de restauració, romànica de la vila rossellonesa de Canet de Rosselló, a la Catalunya del Nord.
La inicialment capella del castell, documentada des del 1075, va servir d'església parroquial de la vila de Canet de Rosselló entre la segona meitat del segle xi i principis del segle xvi, quan va començar a fer-ho la nova església de Sant Jaume, més espaiosa, antiga capella de l'hospital de Canet, esmentada des del 1241. A la baixa edat mitjana en aquesta església estava establert un priorat.

## L'edifici

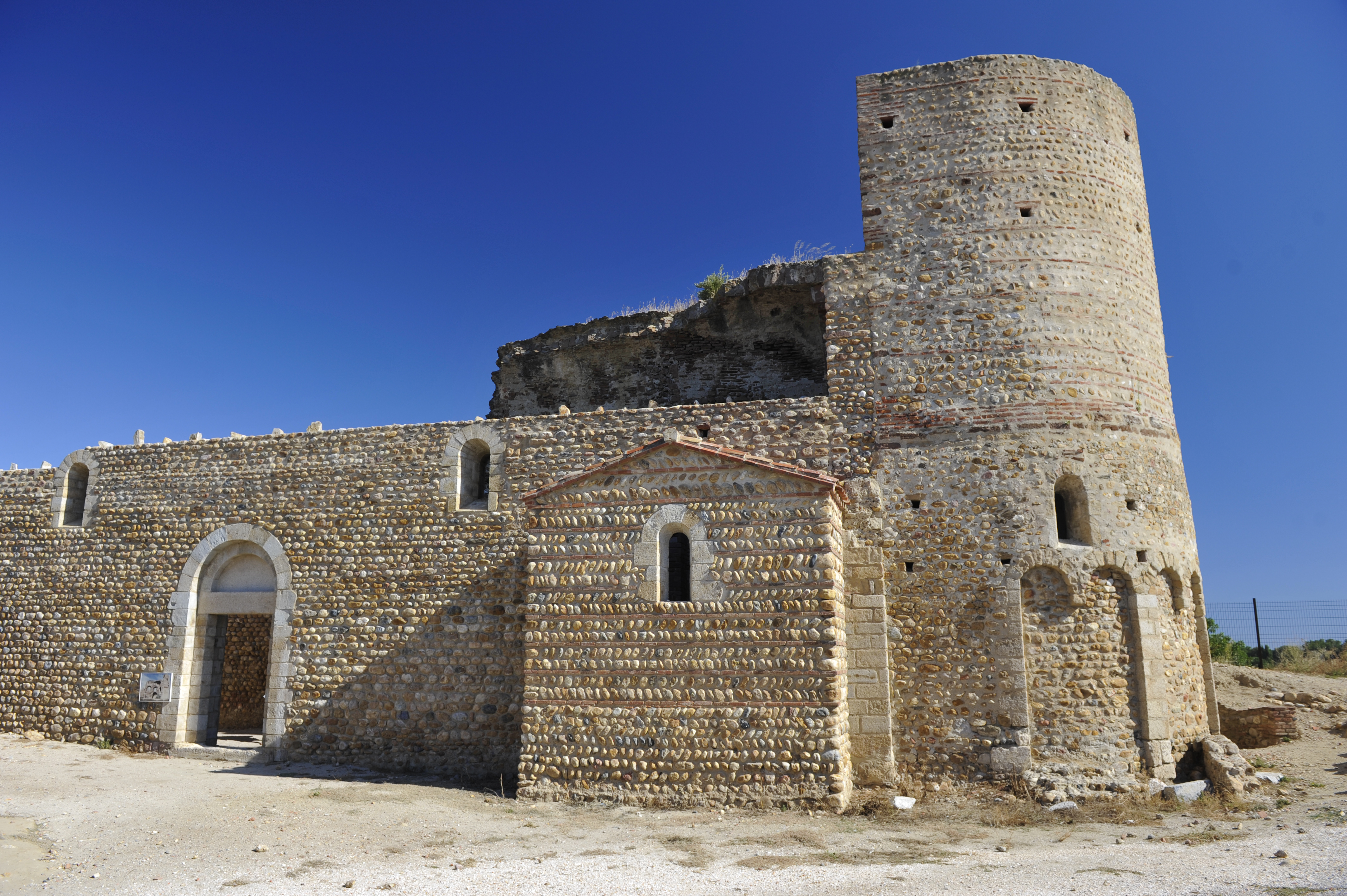
Façana meridional de l'església

Des d'un punt de vista arquitectònic, la capella de Sant Martí, pertanyent al castell, tenia originalment una nau i un absis cobert amb volta de quart d'esfera. La nau, dels segles XII a XIV, estava coberta per una volta de punt rodó; l'absis va ser sobrealçat per permetre l'establiment d'una torre, i dues capelles es van obrir al nord i al sud de la nau, formant un transsepte. El treball de restauració ha permès una recuperació total de les parets de llevant i del nord, i la reconstrucció gradual de les parets sud i oest. Era construïda amb còdols ben arrenglerats i ornada amb arcuacions cegues exteriors. En alguns llocs dels pilars dels arcs hi ha restes de decoració escultòrica, amb escacats i cordes.